# Doloryzm
Doloryzm (łac. dolor – ból, cierpienie) to prąd w sztuce średniowiecza, obecny zwłaszcza w XIV i XV wieku, eksponujący kult Męki Pańskiej i Matki Boskiej Bolesnej.
Jego nazwa pochodzi od łacińskiego hymnu religijnego Stabat Mater Dolorosa (przypisywanego papieżowi Innocentemu III), opisującego cierpienia Matki Boskiej pod chrystusowym krzyżem. Występuje w muzyce, literaturze i ikonografii; najbardziej znanymi przykładami utworów literackich zaliczanych do doloryzmu są hymny Jacopone da Todi, Stabat Mater Dolorosa, a w Polsce Lament świętokrzyski; w muzyce prąd ten obecny jest w utworach m.in. Krzysztofa Pendereckiego, Giovanniego Battisty Pergolesiego, Antonia Vivaldiego, Josepha Haydna, Luigiego Boccheriniego oraz Gioacchina Rossiniego.